# Grosne
Grosne település Franciaországban, Territoire de Belfort megyében. Lakosainak száma 322 fő (2022. január 1.). Grosne Bretagne, Boron, Brebotte, Froidefontaine, Grandvillars, Recouvrance és Vellescot községekkel határos.

## Népesség
A település népességének változása:
| Lakosok száma | 335  | 329  | 328  | 329  | 335  | 336  | 331  | 327  | 322  |
|               | 2013 | 2015 | 2016 | 2017 | 2018 | 2019 | 2020 | 2021 | 2022 |